# 桑德拉·阿雷納斯
桑德拉·阿雷納斯（西班牙語：Sandra Arenas，1993年9月17日—），哥倫比亞女子田徑運動員，她代表哥倫比亞隊參加了日本舉行的2020年夏季奧林匹克運動會，並且在女子20公里競走比賽上獲得銀牌（用时1:29:37）。